# 4つの厳粛な歌
『4つの厳粛な歌』（よっつのげんしゅくなうた、ドイツ語: Vier ernste Gesänge）は、ヨハネス・ブラームスが作曲したバスとピアノのための連作歌曲集。

## 概要
1896年5月7日、ブラームスが迎えることのできた最後の誕生日に書き上げられた。初演は1896年9月9日にウィーンで、アントン・ジスターマンスの歌とケーンラード・ボス（Coenraad V. Bos）のピアノによって行われた。列席していたブラームスは「完璧に（私の）意図を理解していた」と称賛したと伝えられる。同年中に出版され、友人マックス・クリンガーに献呈された。
テキストは『ドイツ・レクイエム』と同様に聖書（ルター聖書）から取られている。ブラームスが完成させた最後の声楽曲であり、この後に書かれた作品はオルガンのための『11のコラール前奏曲』のみである。このため、3月26日にクララ・シューマンが脳出血で倒れ完成直後に亡くなっていることもあって、自らの死を予期したブラームスが死にいま一度向き合った、いわば「辞世」の作品とみなされる。
自筆譜には管弦楽版の構想も書きつけられており、エーリヒ・ラインスドルフ、ギュンター・ラファエル、デトレフ・グラナート、ヘンク・デ・フリーヘルが管弦楽伴奏版の編曲を試みている。また、マックス・レーガーがピアノ独奏のための編曲を残している。

## 楽曲構成
全4曲からなり、演奏時間は18分前後。テキストは第1-2曲が旧約聖書から、第3曲が旧約聖書続編から、第4曲は新約聖書から取られている。
- 第1曲　人の子らの運命と動物の運命は同じであり（Denn es gehet dem Menschen）
伝道の書3章19-22節。アンダンテ‐アレグロ、ニ短調、4/4拍子‐3/4拍子。A-B-A'-Bの複合二部形式で、荘重なアンダンテと力強いアレグロとが交互に現れる。
- 第2曲　私は再び太陽の下で行われるあらゆる虐げを見た（Ich wandte mich, und sahe an）
伝道の書4章1-3節。アンダンテ、ト短調、3/4拍子。繰り返される下行音形が深い苦しみを表現する。終結部はわずかな安らぎを見せ、ト長調で終止する。
- 第3曲　ああ死よ、お前を思い出すのはなんとつらいことか（O Tod, wie bitter bist du）
シラ書41章1-2節。グラーヴェ、ホ短調、3/2拍子。前二曲に増して重々しい足取りで進む。後半はホ長調となり、死の救いを歌う。
- 第4曲　たとえ、人々の異言、天使たちの異言を語ろうとも（Wenn ich mit Menschen）
コリント人への第一の手紙13章1-3, 12-13節。アンダンテ・コン・モート・エド・アニマ‐アダージョ、変ホ長調、4/4拍子。曲集中唯一、一貫して長調で書かれた曲であり、旋律も大きく躍動する。第1曲と同様の二部形式で書かれ、ロ長調、3/4拍子のおおらかな旋律が対比される。